# Romain Fornell

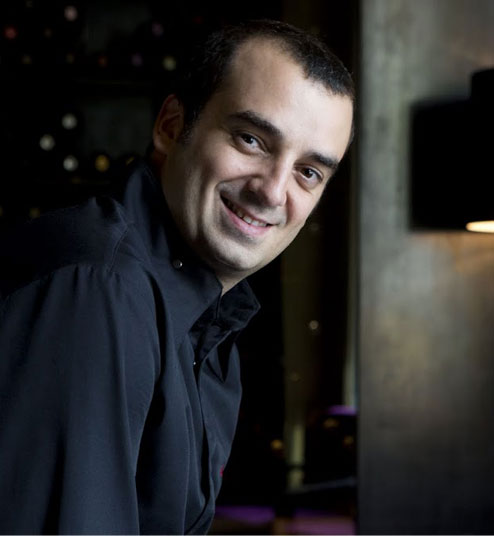
Romain Fornell (2016)

Romain Fornell (* 27. Dezember 1976 in Toulouse) ist ein französischer Koch.

## Werdegang
Nach der Ausbildung ab 1994 kochte Fornell bei Gérard Garrigues in Toulouse.
1996 geht er nach Barcelona zum La Maison du Languedoc Roussillon bei Jean-François Férrié.
1997 kehrte er nach Frankreich zurück, um bei Michel Sarran in Toulouse und dann Alain Ducasse in Paris zu arbeiten.
Im Jahr 2000 eröffnete er das Restaurant Chaldette in La Lozère, das 2001 einen Michelin-Stern erhielt.
Im Jahr 2002 kehrte er wieder nach Barcelona zurück, wo er seitdem lebt, um das Restaurant Diana des Hotel Ritz (heute Hotel El Palace) zu leiten. 2004 wurde das Diana auf Caelis umbenannt und unabhängig vom Hotel. 2005 wurde das Caelis mit einem Michelinstern ausgezeichnet.
2006 gewann Caelis den Preis für das Restaurant des Jahres, der von der katalanischen Akademie für Gastronomie verliehen wurde. 2011 eröffnete er zusammen mit seinem ehemaligen Mentor Michel Sarran das Bistro Cafe Emma im Zentrum von Barcelona. Romain startete auch weitere gastronomische Projekte in Barcelona, so das Café Turo, Épicerie und Joël der Oyster Bar seine gastronomischen Projekte in Barcelona.

## Auszeichnungen
- 2001: Ein Stern im Guide Michelin für das Restaurant Chaldette
- 2005: Ein Stern im Guide Michelin für das Restaurant Caelis